# 狭叶多脉胡椒
狭叶多脉胡椒（学名：Piper submultinerve var. nandanicum）为胡椒科胡椒属下的一个变种。

## 扩展阅读
- 維基物種上的相關：狭叶多脉胡椒